# Listă de actori - W
|  | Listă de actori \| \| Listă de actori - W \| Liste alfabetice de actori și actrițe \| Listă de actrițe A - B - C - D - E - F - G - H - I - J - K - L - M - N - O - P - Q - R - S - T - U - V - W - X - Y - Z |

## Actori - W
| - Otto Waalkes (* 1948) - Udo Wachtveitl (* 1958) - Eberhard Wagner (* 1961) - Robert Wagner (* 1930) - Ernst Waldow (1893 - 1964) - Christopher Walken (* 1943) - Eli Wallach (1915 - 2014) - Sam Wanamaker (1913 - 1993) - Jack Warden (* 1920) - Fred Ward (* 1942) - Denzel Washington (* 1954) - Craig Wasson (* 1954) - Sam Waterston (* 1940) - Richard Wattis (1912 - 1975) - John Wayne (1907 - 1979) - Dennis Weaver (1924 - 2006) - Clifton Webb (1889 - 1966) | - Jack Webb (1920 - 1982) - Robert Webber (1924 - 1989) - Peter Weck (* 1930) - Paul Walker ( 1973 - 2013) - Paul Wegener (1874 - 1948) - Johnny Weissmüller (1904 - 1984) - Milton Welsh (* 1968) - Orson Welles (1915 - 1985) - Tom Welling (* 1977) - George Wendt (* 1948) - Fritz Wepper (* 1941) - Oskar Werner (1922 - 1984) - Otto Wernicke (1893 - 1965) - Jack Weston (1924 - 1996) - David White (1916 - 1990) - Stuart Whitman (* 1928) - James Whitmore (1921 - 2009) - Johan Widerberg (* 1974) - Richard Widmark (1914 - 2008) | - Kai Wiesinger (* 1966) - Claus Wilcke (* 1939) - Cornel Wilde (1915 - 1989) - Gene Wilder (* 1935) - John Williams (actor) (1903 - 1983) - Kenneth Williams (1926 - 1988) - Robin Williams (* 1952) - Bruce Willis (* 1955) - Jonathan Winters (1925 - 2013) - Heinrich Witte (1888 - 1933) - Siegfried Wischnewski (1922 - 1989) - Ralf Wolter (* 1926) - Elijah Wood (* 1981) - James Woods (* 1947) - Peter Wyngarde (* 1933) - Keenan Wynn (1916 - 1986) - Arno Wyzniewski (1938 - 1997) |

## Actrițe
|  | Listă de actrițe \| \| Listă de actori \| Liste alfabetice de actori și actrițe \| Listă de actrițe A - B - C - D - E - F - G - H - I - J - K - L - M - N - O - P - Q - R - S - T - U - V - W - X - Y - Z |